# Mark Verkuijl
Mark Verkuijl, né le 10 février 2006 à Ede aux Pays-Bas, est un footballeur néerlandais qui évolue au poste de milieu de terrain à l'Ajax Amsterdam.

## Biographie

### En club
Né à Ede aux Pays-Bas, Mark Verkuijl est formé par l'Ajax Amsterdam en mai 2023 il signe son premier contrat professionnel avec le club.
Verkuijl fait ses débuts en professionnel avec le Jong Ajax, l'équipe réserve du club, jouant son premier match le 30 août 2024 contre le FC Den Bosch. Il entre en jeu et son équipe est battue par deux buts à un ce jour-là,.
Le 27 mars 2025, Verkuijl prolonge son contrat avec l'Ajax, étant désormais lié au club jusqu'en juin 2028.

### En équipe nationale
Il est sélectionné avec l'équipe des Pays-Bas des moins de 19 ans pour participer au championnat d'Europe en 2025. Les Pays-Bas se qualifient ensuite pour la finale du tournoi en battant la Roumanie par trois buts à un. Il est titulaire lors de cette rencontre,.

## Palmarès
Pays-Bas -19 ans